# Hopea centipeda
Hopea centipeda là loài cây trong họ Dầu. Người ta tìm thấy nó qua nghiên cứu ở Brunei và Malaysia.